# 静岡製機
静岡製機株式会社（しずおかせいき）は、日本の農業機械メーカーである。

## 概要
静岡県袋井市に本社を置き、農産物関連機器、業務用熱桟器などの製造・販売を行っている。創業は1914年（大正3年）6月。全国9か所に営業所を持つ。

## 沿革
- 1914年（大正3年） - 鈴木貞三郎が個人経営にて製莚織り機の製造販売を始める
- 1938年（昭和13年）
  - 株式会社に組織変更し、鈴木製莚機製造株式会社と改名
  - 鈴木貞三郎が社長に就任
- 1941年（昭和16年） - 同業3社を合併して静岡製莚機製造株式会社を設立
- 1952年（昭和27年） - 鈴木伊作が社長に就任（2代）
- 1953年（昭和28年） - 鈴木重夫が社長に就任（3代）
- 1957年（昭和32年） - 通風乾燥機の製造販売を開始
- 1958年（昭和33年） - 静岡製機株式会社と改称
- 1968年（昭和43年） - 浅羽工場操業開始、穀物用循環型乾燥機の製造販売を開始
- 1974年（昭和49年）
  - 7月 - 太陽熱温水器（サニオンヒーター）の製造販売を開始
  - 10月 - 赤外線オイルヒーター（VAL6）の製造販売を開始
- 1976年（昭和51年） - 自動水分計（コメットS）の製造販売を開始
- 1982年（昭和57年） - 放電加工機の研究を開始
- 1987年（昭和62年） - 光沢面仕上げ電解加工機を開発
- 1991年（平成3年） - 玄米低温貯蔵庫の製造販売を開始
- 1993年（平成5年） - 生ゴミ自家処理装置の製造販売を開始
- 1994年（平成6年） - 鈴木直二郎社長に就任（4代）
- 1997年（平成9年） -  ISO9001認証取得
- 1998年（平成10年） - 中国大連遠江工貿有限公司開業
- 2001年（平成13年） - ISO14001認証取得
- 2007年（平成19年）
  - 7月 - 株式会社プランエコを設立
  - 10月 - 農産物直売所「とれたて食楽部」開業
- 2010年（平成22年） - SHIZUOKA SEIKI CANADA INC. を設立
- 2012年（平成24年） - 静岡ハンソン株式会社を設立

## 主要製品
- 穀物乾燥調製機械（米麦などの穀物乾燥機、色彩選別機、籾摺機、選別計量機、精米機、多目的電気乾燥機など）
- 農産物調製貯蔵施設（ライスセンター、低温保管施設など）
- 低温貯蔵庫（玄米低温貯蔵庫（玄米保冷庫）、農産物低温貯蔵庫など）
- 業務用精米機器（精米機、無洗米製造装置、石抜機、光選別機、計量・包装機、食味計、米麦水分計など）
- 業務用製粉機器（旋回流式製粉機など）
- 環境機器（家庭用生ゴミ処理機など）
- 産業機械（赤外線ヒーター、熱風スポットヒーター、気化式冷風機、加湿器、送風機など）